# Thongsing Thammavong
Thongsing Thammavong (in lao ທອງສິງ ທຳມະວົງ; Houaphan, 12 aprile 1944) è un politico laotiano.

## Biografia
Dal dicembre 2010 all'aprile 2016 è stato Primo ministro del Laos.
Dal 2006 al 2010 è stato Presidente del Parlamento.
Dal 1991 è un rappresentante del Partito Rivoluzionario del Popolo Lao.